# سترينغفيلو بار
سترينغفيلو بار (بالإنجليزية: Stringfellow Barr)‏ (15 يناير 1897، سوفولك في الولايات المتحدة - 3 فبراير 1982)؛ مؤرخ وروائي أمريكي.